# Pivovar Opava
Opavský pivovar nebo také Pivovar Zlatovar je pivovar původně vyrábějící pivo v části Město v Opavě (okres Opava). Jeho vlastníkem je firma Opavský pivovar Zlatovar Opava s.r.o. V roce 2013 se pivo pod značkou Zlatovar vařilo v Uherském Brodě.

## Historie

### Počátky pivovarnictví v Opavě
Opavě bylo uděleno várečné právo zároveň s dalšími městskými právy Přemyslem Otakarem I. v roce 1224. Po 300 letech bylo ve městě plných 279 domů, kde se vařilo pivo. Kvůli náročnosti várenské technologie se začaly jednotlivé soukromé varny spojovat a to vedlo k vytvoření takzvaných soukromých pivovarů, které lépe mohly odolávat konkurenci i rizikům, která výrobu provázela. Lukrativnost pivovarnictví vedla tehdejší magistrát k založení městského pivovaru, který od 15. století stával na dnešním náměstí Republiky, poblíž konkatedrály Nanebevzetí Panny Marie, v místech dnešní budovy České spořitelny. Tento pivovar, nazývaný Taberna, produkoval pšeničné pivo a první písemná zmínka o něm pochází z roku 1495.

### Městský pivovar
V roce 1786 vznikla Pivovarská a vinopalná měšťanská společnost (Bier und Brandwein berechtigte Bürgerschaft), která spravovala veškeré soukromé pivovary ve městě a postupně je rozprodala k jiným účelům, především k výrobě lihovin. Na počátku 19. století zůstal ve městě jediný pivovar – Pod Lipami – v dnešní Popské ulici.
V roce 1824 bylo pro výstavbu nového pivovaru vybráno místo na okraji starého města, v blízkosti náhonu a dalších průmyslových objektů na místě bývalého židovského hřbitova. Rok na to se v novém pivovaru Bürgerliche Troppauer Bierbrau začalo vařit pivo. Za prvních 10 let existence stoupla produkce o neuvěřitelných 350%, což vedlo k častým přestavbám varny a ke změně pohonu z vodního na parní v roce 1871. V letech 1878–1879 přibyla k současné vybavenosti pivovaru (sklepní zásobník ledu a výrobna) i sušárna ječmene a sladovna.

### Období růstu
Současnou podobu získal pivovar, který byl v té době největším v Rakouském Slezsku, roku 1899, kdy došlo po rozsáhlém požáru k modernizaci všech částí provozu. Další dílčí rekonstrukce proběhly v letech 1924 (strojovna), 1926–1927 (sladovna) a 1931 (varna). Po druhé světové válce se uvažovalo o dalším rozšíření pivovaru, ze všech plánů však sešlo.
Kolem roku 1900 byly kvůli snaze konkurovat větším pivovarům (Plzeň, Karwiná, Moravská Ostrava) vybudovány nové sklady piva (Horní Benešov a Zlaté Hory) a lednice, kterých bylo vícero od Bohumína až po Nový Jičín. V této době také existovalo množství pivnic, které byly provozovány pivovarem ve vlastní režii. Takto se již koncem 19. století mohli s opavským pivem Troppauer Bier setkat zákazníci v Jeseníku, Krnově, Budišově nad Budišovkou, Osoblaze, ale i v Ostravě, Českých Budějovicích a dokonce i ve Vídni.

### Poválečné období
Po druhé světové válce se pivovar v Opavě podařilo obnovit jen díky hrstce nadšenců z řad zaměstnanců – válečné škody tehdy dosahovaly astronomických 14 239 690 Kčs. Tehdy nikdo nevěřil, že se v Opavě ještě někdy bude vařit pivo, ale po dovezení potřebné technologie ze zrušených pivovarů v okolí, se první výstav piva uskutečnil už v říjnu 1945. Poté byl pivovar národním výborem zestátněn a začalo období pivovaru coby socialistického výrobního podniku.
Po znárodnění byl pivovar součástí podniků:
- 1948-1952 – Moravskoslezské pivovary n.p.
- 1953-1954 – Opavské pivovary n.p.
- 1955-1959 – Ostravské pivovary n.p.
- 1960-1990 – Severomoravské pivovary n.p.
- 1990-1994 – Moravskoslezské pivovary a.s

### 90. léta
V roce 1994 patřil Pivovar Zlatovar a.s. do skupiny Moravskoslezských pivovarů, která odprodejem opavského pivovaru pokryla své dluhy. V roce 1995 slavil pivovar na Zimním stadionu 170 let od vzniku. V roce 1998 se stal majoritním vlastníkem opavský podnikatel Kamil Kolek a došlo ke změně etiket u lahvových piv, kde již nebylo uvedeno, o kolikastupňové pivo se jedná, ale pouze obsah alkoholu. O rok později došlo ke zlevnění piva, personálním změnám v managementu, a celkové změně koncepce a obchodní politiky. V září 1999 také došlo rozšíření produkce o polotmavý ležák Braun a v listopadu o světlý ležák Max. Do té doby se vařila pouze světlá desítka (Classic) a dvanáctka (Premium). O Vánocích se nabídka rozšířila ještě o sezónní speciál Černý mnich. Rok 2000 byl ve znamení stabilizace nabídky a meziročního zvýšení produkce o 40% na 49 000 hl. Také se v tomto roce začala vařit tmavá desítka a došlo ke sjednocení vzhledu etiket. U příležitosti 175. výročí byl uvařen bylinný, polotmavý, nepasterizovaný ležák Rubín.

### Úpadek
V lednu 2001 došlo k prodeji akcií pivovaru neznámému majiteli, a další léta se nesla ve znamení nevyjasněných vlastnických vztahů. Zároveň došlo k poklesu produkce a pivovar přestal zavážet levná piva Atlet a Trumfové eso do vzdálenějších oblastí a začal se zaměřovat na posilování pozice v oblasti Opavy a okolí. Na počátku roku 2002 pivovar vařil osm druhů piva. V té době se začal pivovar potýkat s problémy a byla na něj uvalena exekuce. Krátce poté začala pivo dodávat jiná společnost – Opavská pivovarská společnost Zlatovar a.s. Společnost dále měnila své názvy a majitele a celkově upadala. V roce 2003 bylo v plánu speciální pivo pro ženy Dark Lady, které mělo díky vinným kvasinkám chutnat po sektu a mít vyšší obsah alkoholu, avšak po uvaření první várky z výroby sešlo.
Od roku 2005 se v pivovaru nevaří pivo a po více než 180 letech existence ukončil pivovar v roce 2006 činnost úplně. V roce 2007 Ministerstvo kultury neuznalo objekt pivovaru za kulturní památku a v roce 2010 začala demolice areálu. Dnes stojí na místě pivovaru nákupní centrum Breda & Weinstein, uvnitř něhož je zachován původní pivovarský komín. Pivo pod značkou Zlatovar se vařilo v Přerově, Litovli a dnes se Zlatovar vaří údajně v uherskobrodském pivovaru Janáček.

## Opavské pivo – Zlatovar
Zlatovar je ochranná známka vlastněná původně akciovou společností Pivovar Zlatovar, která byla jako první použita u světlého ležáku Opavský Zlatovar v roce 1960. Od roku 1994 se objevuje také v názvu samotného pivovaru. Ochrannou známku v současné době vlastní Tomáš Kolek.
Dále následuje přehled druhů piv vařených opavským pivovarem:

### Zaniklé druhy piv[5]
- Troppauer Bier (1825–1960)
- 7° světlé pivo sudové (1960–1989)
- 8° Opavské světlé pivo sudové (1960–1989)
- Opavské tmavé 10° pivo (1960–1989)
- Opavský Zlatovar 12° – světlý ležák (1960–1989)
- Opavské výčepní světlé pivo 10° (1960–1989)
- Opavar 11° – světlý ležák (1960–1989)
- Rubín – 3,8%, polotmavý speciální nepasterovaný ležák, vařen u příležitosti 175. výročí pivovaru v roce 2000, pouze jedna várka
- Atlet – 3,4%, světlé pivo výčepní, do roku 2001 vyráběn jako nízkonákladové pivo pro síť supermarketů
- Magic – 5.0%, speciál pro firmu Lanex (rok 2002)
- Dark Lady – 13-14%, speciál pro ženy, s vinnými kvasinkami (2003), mělo se prodávat v designové láhvi navržené Bořkem Šípkem, v roce 2003 uvařena jedna várka, z výroby sešlo
- Desítka černá – 4,0%, tmavé nepasterované výčepní, bez barviv a sacharinu, vařila se mezi lety 2000 a 2002
- Greenhorn – 0,5% , nízkoalkoholické světlé výčepní, jediná várka v červenci 2003, dále se nevařil
- Trumfové Eso – 3,4%, světlé výčepní, vařilo se do roku 2003 a povětšinou se objevovalo za nižší cenu v supermarketech
- Černý mnich – 5,5%, speciální nepasterovaný tmavý ležák, vyráběn jako speciál v období Vánoc od roku 1999
- Braun 13° – 5,4%, polotmavý ležák, začal se vařit roku 1995, od roku 2005 pouze sezonně

### V současnosti vařená piva[6]
- Zlatovar Premium 12° – 5,0%, světlé výčepní pivo
- Zlatovar Max 11° – 4,2%, světlý ležák
- Zlatovar Axman 10° – 4,0%, světlé výčepní pivo
- Zlatovar Classic 8° – 3,6%, světlé výčepní pivo

## Minipivovary
V prosinci 2013 byl na místě původního pivovaru v nové přístavbě nákupního centra Breda & Weinstein otevřen hostinský minipivovar Nová sladovna.
V roce 2015 byl v Opavě-Kylešovicích otevřen minipivovar a restaurace Panský mlýn.